# Angraecum sanfordii
Espèce
Statut de conservation UICN

 EN B2ab(iii) : En danger
Angraecum sanfordii P.J.Cribb & B.J.Pollard est une espèce de plantes de la famille des Orchidaceae et du genre Angraecum. C'est une plante endémique du Cameroun où on la trouve sur le Mont Koupé et sur le volcan du mont Cameroun.

## Étymologie
Son épithète spécifique sanfordii rend hommage au botaniste William W. Sanford, spécialiste des Orchidées.

## Habitat et écologie

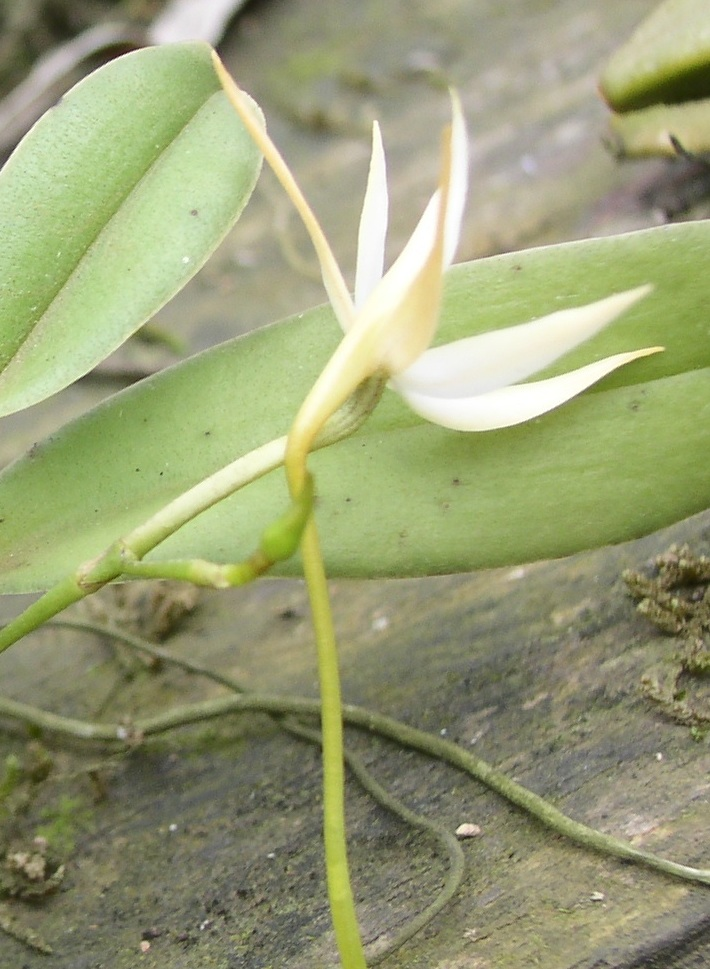
Inflorescence de Angraecum sanfordii

Plante épiphyte, on la trouve dans les zones montagneuses à une altitude comprise entre 800 et 2 000 mètres. Elle est inscrite dans la liste rouge des espèces menacées de l'Union internationale pour la conservation de la nature et dans l’Annexe II de la CITES,